# 마커스 래시퍼드
마커스 래시퍼드(영어: Marcus Rashford, MBE, 1997년 10월 31일 ~ )는 잉글랜드의 프로 축구 선수로, 현재 스페인 라리가의 바르셀로나와 잉글랜드 국가대표팀에서 공격수로 활약하고 있다.

## 클럽 경력

### 맨체스터 유나이티드 FC

#### 2015-16 시즌
래시퍼드는 2016년 2월 25일에 열린 FC 미트윌란과의 유로파리그 홈 경기이자 자신의 성인 데뷔전에서 2골을 기록하여 팀을 5-1 대승을 이끌어냄과 동시에 유로파리그 16강 진출을 이뤄냈다. 이를 계기로 래시포드는 UEFA가 뽑은 '이 주의 선수'로 선정되었다.
그리고, 2월 29일에 열린 아스널과의 리그 27라운드 정규 리그 데뷔전에서 2골과 한개의 도움을 올리는 맹활약으로 팀의 골에 모두 관여하며 승리를 이끌어냈다. 그 후 영국 'BBC' 가 선정한 이주의 팀 베스트 11에 선정되었다.
2016년 3월 20일에 맨체스터 더비에서 래시포드는 전반 15분 후안 마타의 도움을 받아 18세 141일의 나이에 골을 넣어 맨체스터 더비 최연소 득점자(이전의 기록은 웨인 루니의 19세 112일, 2005년 시티 오브 맨체스터 스타디움)로 기록되었다. 경기 후 영국 '스카이스포츠'는 결승골을 터트린 래시포드에 평점 8점을 부여했다. 2015-16 시즌이 끝난 후, 맨유와 2020년 6월까지 재계약을 맺었다.

#### 2016-17 시즌
2016년 8월 27일에 헐 시티 원정 경기에서 추가 시간에 웨인 루니의 패스를 받아 16-17 시즌 첫 출전 경기에서 1-0 승리의 결승골을 기록했다. 그 이후, 맨유의 최전방에서 활력을 불어넣는 맹활약을 펼친 래시포드는 2016년 10월 14일 구단 공식 홈페이지를 통해 9월의 선수로 선정되었다.
그리고, 2017년 1월 7일(한국시각) 오후 9시 30분 올드 트래포드에서 열린 2016/2017 잉글리시 FA컵 3라운드(64강) 레딩과의 홈 경기서 멀티골을 포함한 2골을 뽑아내어 팀의 4-0 대승을 이끌어냄과 동시에 팀을 잉글리시 FA컵 32강에 진출시켰으며, 2월 20일에 1시 15분(한국시간) 영국 블랙번에 위치한 이우드 파크에서 열린 블랙번과의 2016-17 잉글리시 FA컵 5라운드(16강)에서 동점골을 기록하였고, 그 뒤에 즐라탄의 역전골로 2-1 역전승을 거둬 8강에 진출시켰다.
하지만, 2016년 9월에 열렸던 리그 6라운드 레스터 시티와의 경기에서 득점을 기록한 이후, 7개월 동안 스트라이커와 윙포워드 자리에 혼선을 겪어 무득점에 그쳐 팬들의 비판을 사다가, 리그 32라운드 선덜랜드와의 원정 경기에 즐라탄의 패스를 받아 쐐기골을 기록하여 팀의 3-0 대승을 이끌어냈다.
그리고, 2017년 4월 17일(한국시간)에 열렸던 첼시와의 리그 33라운드 경기에서 몸 상태가 좋지 않은 즐라탄 대신 선발 출전하여 전반 7분에 에레라의 패스를 받아 선제골을 기록하였다. 그 후, 에레라의 골을 추가한 맨유는 첼시에 2-0 승리를 거두었다.
2017년 4월 21일 오전 4시 5분(한국시간) 영국 맨체스터 올드 트래포드에서 열린 안더레흐트와의 2016/2017 UEFA 유로파리그 8강 2차전에서 연장 후반 2분에 결승골을 기록하였고, 연장 접전 끝에 2-1 승리(통합 스코어 3-2)하여 4강 진출을 이끌어냈다.
덤으로 2017년 5월 5일 오전 4시(한국시간) 스페인 비고에 위치한 발라이도스 경기장에서 열린 셀타 비고와의 2016-17 유럽축구연맹(UEFA) 유로파리그(UEL) 4강 1차전 원정경기에서 후반 21분에 프리킥 골을 뽑아내어 1-0 승리를 이끌어내어 기선제압에 성공하였다. 경기 이후, 유럽축구통계전문 '후스코어드닷컴'으로부터 평점 7.8점을 부여받았다.

#### 2017-18 시즌
2017년 7월 18일(한국시간 오전 11시)에 있었던 프리 시즌 경기에서 LA 갤럭시를 상대로 2골을 뽑아 팀의 5-2 대승을 이끌어냈다.
2017년 9월 13일(한국시각 새벽)에 있었던 2017/2018 유럽챔피언스리그 조별리그 A조 1차전 경기에서 후반 32분 교체 투입되어 7분 뒤 쐐기골에 성공하였는데 이 날 골을 기록한 래시포드는 맨유 역사상 4번째로 10대 선수가 UCL에서 골을 넣는 선수로 이름을 새겼다.
2017년 12월 맨체스터 시티 전에서 터뜨린 골을 마지막으로 주전 경쟁에 밀리는 등 침묵을 지키던 래시포드는 2018년 3월 10일(한국시간)에 있었던 노스웨스트 더비 경기에서 오랜만에 선발 출전하여 멀티골을 포함한 2골을 뽑아내어 팀의 2-1 승리를 이끌었다.
그 후, 루카쿠와 산체스에 밀려 출전 기회를 많이 얻지 못했던 래시포드는 루카쿠가 아스날과의 리그 경기 도중 부상을 당하여 결장하게 되자, 그의 공백을 메우기 위해 선발 출전하였다. 2018년 5월 13일(한국시간)에 있었던 왓포드와의 리그 최종전에서 골을 기록하여 1-0 승리를 이끌어냈다.

#### 2018-19 시즌
그 동안 주제 무리뉴 체제에서 측면 공격수로 뛰어왔던 래시포드는 무리뉴가 맨유에서 경질되고, 올레 군나르 솔샤르가 맨유 감독 대행으로 취임 후, 본 포지션인 스트라이커로 출전하면서 1월 한 달 동안 3골을 터트렸고, 이 시기 맨유는 4경기 3승 1무를 달리며 순위를 5위까지 끌어올렸다. 2019년 2월 8일(한국시간)에 1월의 선수로 선정됨으로써 2016년 12월 즐라탄 이브라히모비치 이후 약 2년 만에 이 상을 수상한 맨유 선수가 됐다.
그리고, 2019년 3월 7일(한국시간 새벽)에 열린 파리 생제르맹과의 유럽챔피언스리그 16강 2차전 경기에서 VAR 판독으로 얻어낸 페널티킥을 성공시켜 3-1 대승과 더불어 맨유를 5시즌 만에 8강 진출을 이끌어냈다.

#### 텐 하흐 체제 이후
2021-22 시즌에는 어깨 수술로 인해 장점으로 평가받던 스피드와 침투는 상대의 수비에 미리 읽혔고, 소극적인 플레이와 아쉬운 판단, 마무리 등으로 25경기 동안 4골에 그쳐 좀처럼 이전과 같은 모습을 보여주지 못했던 래시포드는 에릭 텐하흐가 맨유 감독으로 부임한 2022-23 시즌에 부활의 날갯짓을 펼치기 시작했다. 2022년 10월 31일(한국시간)에 있었던 EPL 14라운드에서 웨스트햄을 상대로 선제골을 기록하여 팀의 1-0 승리를 이끔과 동시에 웨인 루니 이후 처음으로 맨유 통산 100골을 터트린 선수가 됐다.
22-23 시즌 후, 맨유와 5년 재계약에 성공하였다.
그러나, 23-24 시즌에는 초창기 때보다 부진이 심해졌고, 클럽 출입 논란 등 문제를 일으켜 맨유 선수단의 외면을 받았다. 그러다 24-25 시즌에는 리그 16라운드 맨체스터 더비 경기 후, 단독으로 인터뷰 사건을 터트려 후벵 아모링의 플랜에서 완전히 제외 된 이후 11경기 째 경기에서 제외되었다. 그 후, SSC 나폴리를 비롯하여 FC 바르셀로나, 보루시아 도르트문트, AC 밀란 등 여러 팀들이 래시포드의 영입을 추진했지만, 높은 주급으로 인해 이적이 성사되지 않았다. 그러다 아스톤 빌라가 래시포드 임대 영입에 합의 되었다는 보도가 전해져 2025년 2월 3일(한국시간)에 이적이 확정되었다.

## 국가대표팀 경력
맨체스터 유나이티드에서 맹활약을 펼친 래시포드는 대니 웰백과 대니얼 스터리지가 부상으로 빠진 상황에서 첫 국가대표에 발탁되었고, 생애 첫 A매치 친선전에서 5월 27일 영국 선덜랜드에 위치한 스타디움 오브 라이트서 열린 오스트레일리아와의 맞대결에서 데뷔골을 기록하였으며 잉글랜드는 오스트레일리아에 2-1 승리를 거두었다. 그리고, 2016년 6월 1일에 UEFA 유로 2016 잉글랜드 국가대표에 최종 발탁되었다.
래시포드는 9월 6일 유럽축구연맹(UEFA) U-21 챔피언십 조별리그에서 해트트릭을 기록하였다. 이 경기에서 래시포드를 상대했던 마르틴 외데고르는 "우리가 보았듯 래시포드는 믿을 수 없이 놀라운 선수다"라고 극찬했다.
그 후, 2018년에 러시아 월드컵을 시작으로, 2018-19 UEFA 네이션스리그, UEFA 유로 2020, 2020-21 UEFA 네이션스리그, 카타르 월드컵에 국가대표로 참가하였다.

## 통계
| 클럽                | 시즌    | 출전 | 득점 | 도움 |
| ------------------- | ------- | ---- | ---- | ---- |
| 맨체스터 유나이티드 | 2015-16 | 18   | 8    | 2    |
| 맨체스터 유나이티드 | 2016-17 | 53   | 11   | 4    |
| 맨체스터 유나이티드 | 2017-18 | 52   | 13   | 8    |
| 맨체스터 유나이티드 | 2018-19 | 47   | 13   | 7    |
| 맨체스터 유나이티드 | 2019-20 | 44   | 22   | 7    |
| 맨체스터 유나이티드 | 2020-21 | 57   | 21   | 12   |
| 맨체스터 유나이티드 | 2021-22 | 32   | 5    | 2    |
| 맨체스터 유나이티드 | 2022-23 | 56   | 30   | 9    |
| 맨체스터 유나이티드 | 2023-24 | 43   | 8    | 5    |
| 맨체스터 유나이티드 | 2024-25 | 24   | 7    | 3    |
| 아스톤 빌라         | 2024-25 | 17   | 4    | 5    |

### 국가대표팀
| # | 날짜             | 장소     | 홈 팀      | 최종 결과 | 원정팀         | 대회                    | 득점 | 비고 |
| - | ---------------- | -------- | ---------- | --------- | -------------- | ----------------------- | ---- | ---- |
| 1 | 2016년 5월 27일  | 선덜랜드 | 잉글랜드   | 2 - 1     | 오스트레일리아 | 친선 경기               | 1    | 63′  |
| 2 | 2016년 6월 16일  | 랑스     | 잉글랜드   | 2 - 1     | 웨일스         | UEFA 유로 2016          | -    | 73′  |
| 3 | 2016년 6월 27일  | 니스     | 잉글랜드   | 1 - 2     | 아이슬란드     | UEFA 유로 2016          | -    | 87′  |
| 4 | 2016년 10월 8일  | 런던     | 잉글랜드   | 2 - 0     | 몰타           | 2018년 FIFA 월드컵 예선 | -    | 68′  |
| 5 | 2016년 10월 11일 | 류블랴나 | 슬로베니아 | 0 - 0     | 잉글랜드       | 2018년 FIFA 월드컵 예선 | -    | 82′  |
| 6 | 2016년 11월 15일 | 런던     | 잉글랜드   | 2 - 2     | 스페인         | 친선 경기               | -    | 67′  |

## 수상

#### 맨체스터 유나이티드
- FA컵: 2015-16, 2023-24
- EFL컵: 2016-17, 2022-23
- FA 커뮤니티 실드: 2016
- UEFA 유로파리그: 2016-17

### 개인
- UEFA 유로파 리그 시즌의 스쿼드: 2019-20, 2022-23
- UEFA 유로파리그 득점왕 : 2019-20
- 프리미어 리그 이달의 선수: 2019년 1월, 2022년 9월
- PFA 공로상: 2019-20
- FWA 공로상: 2020
- FIFPro 공로상: 2020
- 맨체스터 유나이티드 올해의 골: 2019-20
- FIFA 재단상: 2020
- 가디언 올해의 축구 선수: 2020
- 맷 버즈비 경 올해의 선수: 2022-23
- 5등급 대영제국 훈장(MBE) 수훈: 2020[6]
- 맨체스터 대학교 명예 박사 학위